# Sansón y Dalila (película de 2009)
Sansón y Dalila (en inglés: Samson and Delilah) es una película dramática australiana, dirigida en 2009 por Warwick Thornton, con la que ganó la Caméra d'or a la mejor obra en el Festival de Cannes de 2009. Está protagonizada por Rowan McNamara y Marissa Gibson, ambos actores noveles. Fue filmada en Alice Springs, localidad natal del director. Descrita como una "historia de amor de supervivencia" por el director, la película muestra a dos indígenas australianos de 14 años que viven en una remota comunidad aborigen, roban un automóvil y escapan de sus difíciles vidas. La película compitió en la sección Un Certain Regard en el Festival de Cine de Cannes 2009, ganando la Caméra d'Or al mejor primer largometraje. La película también ganó el premio Asia Pacific Screen a la Mejor Película en 2009. Screen Australia anunció el 29 de septiembre de 2009 que la película había sido nominada como película oficial de Australia en la categoría de Mejor Película de Idioma Extranjero de los Premios de la Academia.

## Argumento
Sansón y Dalila son dos jóvenes de 14 años que viven en una comunidad aborigen, cerca de Alice Springs. Sansón es un niño mudo adicto a la gasolina. Vive en un refugio descuidado, junto a su hermano, que toca música reggae todo el día con un grupo de amigos, justo afuera de su habitación. Sansón está enamorado de Dalila, que vive con su abuela, aunque ella no está interesada por él. Un día, la abuela de Dalila muere y las ancianas de la comunidad culpan a su nieta de 'negligencia' por la muerte de su abuela. Sansón, en un ataque de ira, se pelea con su hermano y roba un automóvil. Se lleva a Dalila con él a Alice Springs, donde viven bajo un puente, junto al lecho seco del río Todd. Gonzo, un pobre hombre sin hogar y trastornado que vive por allí los ayuda. 
Más adelante, Dalila es secuestrada por un grupo de adolescentes blancos en un automóvil. Es violada y golpeada, pero finalmente regresa con Sansón, que está inconsciente por intoxicación de gasolina. En un momento de debilidad, Dalila también se intoxica con la gasolina. Ambos caminan por la calle y Dalila es atropellada por un automóvil. Cuando Sansón recupera la consciencia, descubre que Dalila ha sido golpeada y destrozada. Creyéndola muerta, le corta el pelo en señal de respeto. Pasa semanas sentado en la misma posición debajo del puente oliendo gasolina como un medio para superar la muerte de Dalila. Dalila regresa y rescata a Sansón, y ambos son llevados de regreso a su antiguo pueblo. Cuando llegan, una de las ancianas de la comunidad comienza a golpear a Sansón con un palo por robar el único automóvil de la comunidad. Dalila decide llevar a Sansón a un área apartada, como una forma de rehabilitarse y superar su hábito de inhalar gasolina. Finalmente, Sansón deja de oler gasolina y, con el tiempo, Dalila puede convencerlo de que vuelva a su estado original.

## Reparto
- Rowan McNamara: Samson
- Marissa Gibson: Delilah
- Mitjili Napanangka Gibson: Nana
- Scott Thornton: Gonzo
- Matthew Gibson: Samson's Brother
- Steven Brown: Drummer
- Gregwyn Gibson: Bass Player
- Noreen Robertson Nampijinpa: Fighting Woman
- Kenrick Martin: Wheelchair Boy
- Peter Bartlett: Storekeeper

## Reconocimientos
- Festival de Cannes 2009 - Festival de Cannes
  - Caméra d'or